# Schattendorf
Schattendorf è un comune austriaco di 2 401 abitanti nel distretto di Mattersburg, in Burgenland; ha lo status di comune mercato (Marktgemeinde).